# Долфін-Айленд 1
Долфін-Айленд 1 (англ. Dolphin Island 1) — індіанська резервація в Канаді, у провінції Британська Колумбія, у межах регіонального округу Норт-Коаст.

## Населення
За даними перепису 2016 року, індіанська резервація нараховувала 353 особи, показавши скорочення на 12,8%, порівняно з 2011-м роком. Середня густина населення становила 22,9 осіб/км².
З офіційних мов обидвома одночасно не володів жоден з жителів, тільки англійською — 350. Усього 25 осіб вважали рідною мовою не одну з офіційних, з них усі — одну з корінних мов.
Працездатне населення становило 41,2% усього населення, рівень безробіття — 38,1%.

## Клімат
Середня річна температура становить 7,9°C, середня максимальна – 16,8°C, а середня мінімальна – -1,3°C. Середня річна кількість опадів – 2 380 мм.
| Клімат поселення                              | Клімат поселення | Клімат поселення | Клімат поселення | Клімат поселення | Клімат поселення | Клімат поселення | Клімат поселення | Клімат поселення | Клімат поселення | Клімат поселення | Клімат поселення | Клімат поселення | Клімат поселення |
| Показник                                      | Січ.             | Лют.             | Бер.             | Квіт.            | Трав.            | Черв.            | Лип.             | Серп.            | Вер.             | Жовт.            | Лист.            | Груд.            |                  |
| Середній максимум, °C                         | 5,59             | 6,77             | 7,77             | 9,78             | 12,59            | 15,22            | 16,10            | 16,79            | 14,89            | 11,32            | 7,65             | 5,81             |                  |
| Середня температура, °C                       | 2,16             | 3,36             | 4,35             | 6,37             | 9,17             | 11,80            | 13,51            | 14,21            | 12,29            | 8,75             | 5,06             | 3,23             |                  |
| Середній мінімум, °C                          | −1,26            | −0,07            | 0,94             | 2,95             | 5,74             | 8,37             | 10,94            | 11,61            | 9,70             | 6,15             | 2,46             | 0,64             |                  |
| Норма опадів, мм                              | 251              | 202              | 193              | 182              | 137              | 109              | 93               | 124              | 207              | 319              | 289              | 274              |                  |
| Середньомісячна швидкість вітру, м/с          | 6.57             | 6.19             | 5.91             | 5.50             | 4.95             | 4.56             | 4.12             | 4.10             | 4.50             | 5.66             | 6.34             | 6.72             |                  |
| Середньомісячна сонячна радіація, кДж/м²·день | 2161             | 4597             | 8750             | 13892            | 17647            | 18596            | 17602            | 15100            | 10377            | 5563             | 2789             | 1672             |                  |
| --------------------------------------------- | ---------------- | ---------------- | ---------------- | ---------------- | ---------------- | ---------------- | ---------------- | ---------------- | ---------------- | ---------------- | ---------------- | ---------------- | ---------------- |
| Джерело:                                      |                  |                  |                  |                  |                  |                  |                  |                  |                  |                  |                  |                  |                  |